# Lotusdammparken
Lotusdammparken eller Lianhuachi Gongyuan (kinesiska: 莲花池公园) är en park i Kina. Den ligger i Fengtaidistriktet i huvudstaden Peking. Lianhuachi Gongyuan ligger 44 meter över havet.
Parken ligger innanför västra tredje ringvägen 7 km väster om Himmelska fridens torg i centrala Peking.

Terrängen runt Lianhuachi Gongyuan är mycket platt. Runt Lianhuachi Gongyuan är det mycket tätbefolkat, med 2 345 invånare per kvadratkilometer.
| Pekings tunnelbana |          |                                         |
|                    | Linje 7  | Beijing West Railway Station (北京西站) |
|                    | Linje 9  | Beijing West Railway Station (北京西站) |
|                    | Linje 9  | Liuliqiao East (六里桥东)               |
|                    | Linje 10 | Lianhuaqiao (莲花桥)                    |

## Galleri

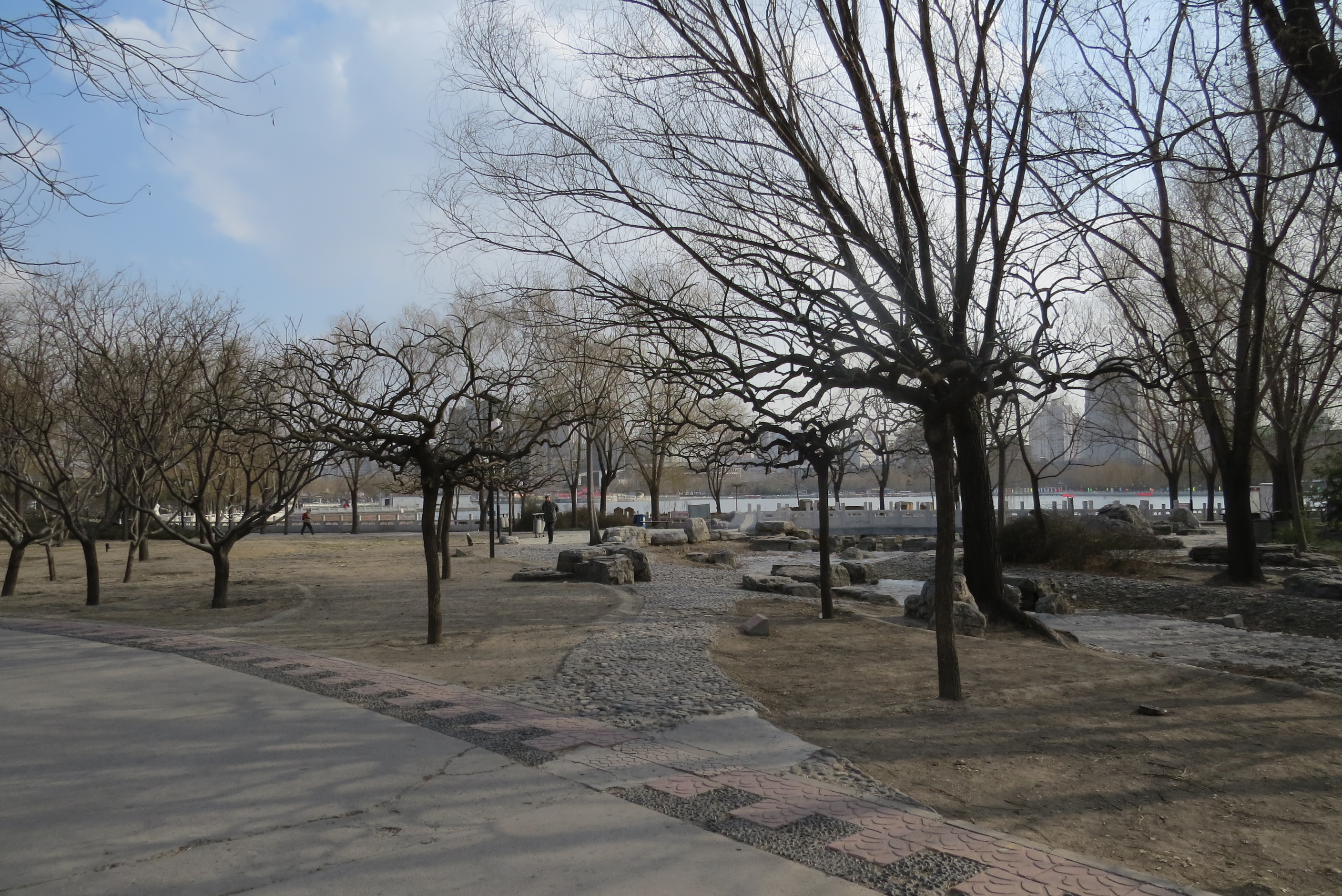
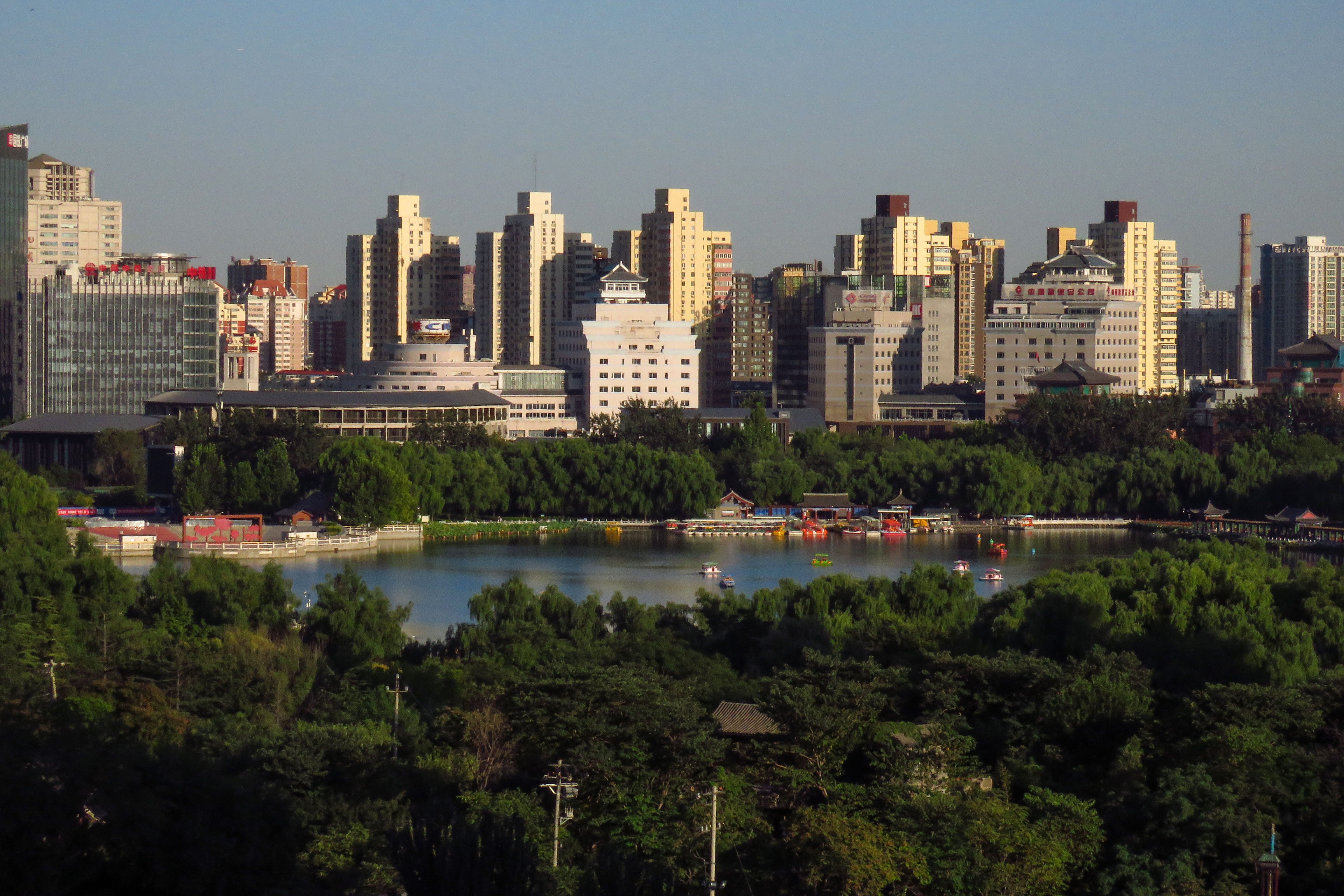
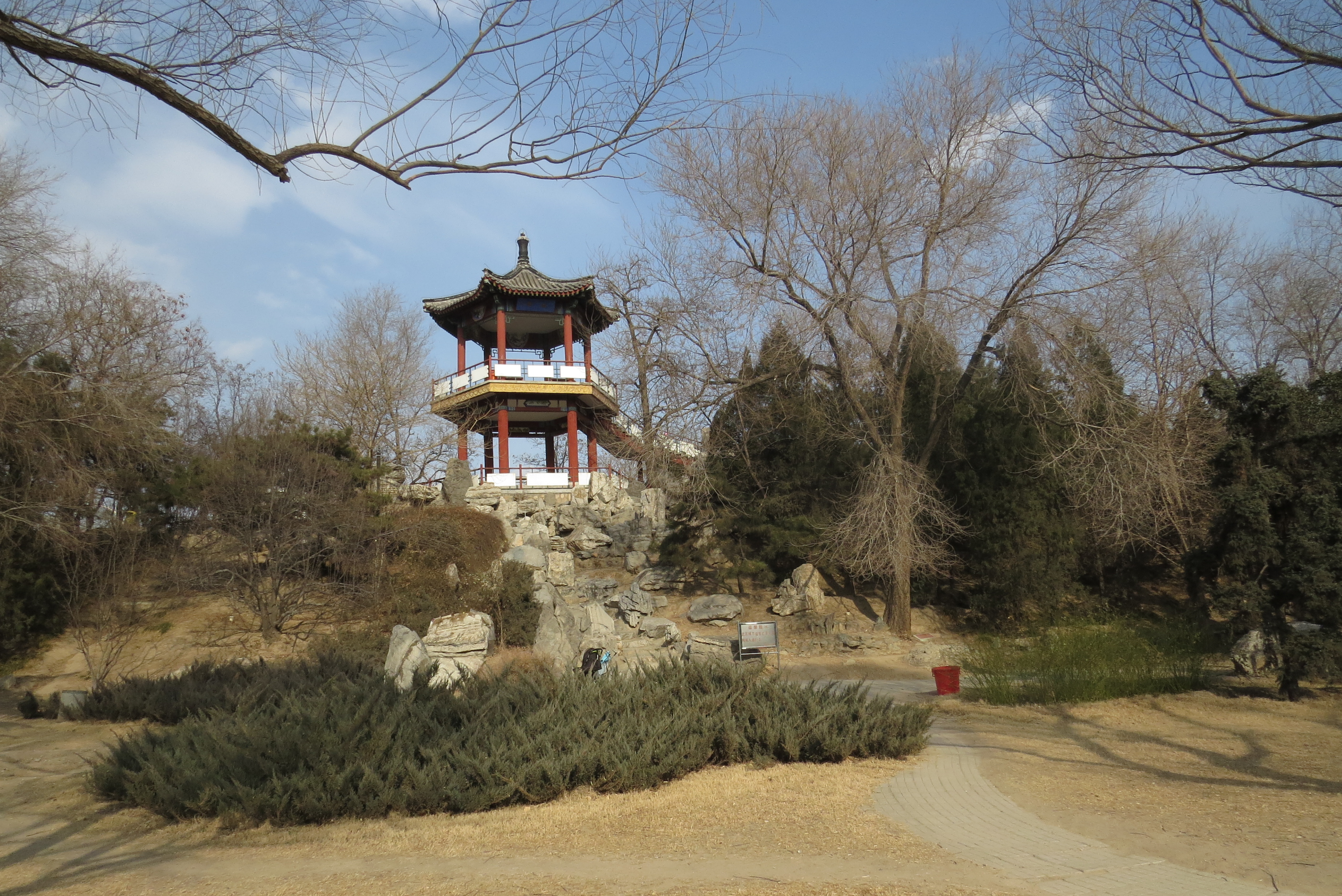